# فی مسترسون
فی مسترسون (به انگلیسی: Fay Masterson) یک بازیگر انگلیسی است که در سینما، تلویزیون و بازی‌های ویدئویی بازی می‌کند. او صداپیشه نیز هست.

## مسیر شغلی
مسترسون در ابتدا رقصنده بود که در ۱۱ سالگی اینکار را رها کرد تا به جنوب شرقی لندن برود. او در ۱۴ سالگی باحضور در فیلم ماجراجویی‌های جدید پیپی لانگستاکینگ (۱۹۸۸) آغاز کرد. او در چندین بازی ویدئویی صداپیشگی شخصیت‌ها را به عهده داشت.